# Homo Erraticus
Homo Erraticus je sedmé sólové studiové album britského hudebníka Iana Andersona, vydané 14. dubna 2014.
Homo Erraticus je koncepční album, které sleduje život fiktivní postavy Geralda Bostocka, navazujíc na album Jethro Tull Thick as a Brick (1972) a Andersonovo Thick As a Brick 2 (2012).
Album bylo vydáno ve třech formátech: jako double LP, samostatné CD, CD + DVD. Exkluzivní vydání od Amazon.com, obsahuje album na CD a 3 bonusové disky.
Na promočním turné k tomuto albu bude Anderson a jeho skupina v první části koncertu hrát celé toto album a ve druhé části nejlepší skladby od Jethro Tull.
Album je rozděleno do tří částí: první a nejdelší je nazvaná Chronicles a obsahuje celkem osm skladeb; dále jsou zde dvě kratší nazvané Prophecies a Revelations.

## Seznam skladeb
Autorem všech skladeb je Ian Anderson.
| Part 1: Chronicles | Part 1: Chronicles  | Part 1: Chronicles |
| Pořadí             | Název               | Délka              |
| ------------------ | ------------------- | ------------------ |
| 1.                 | Doggerland          | 4:20               |
| 2.                 | Heavy Metals        | 1:29               |
| 3.                 | Enter the Uninvited | 4:12               |
| 4.                 | Puer Ferox Adventus | 7:11               |
| 5.                 | Meliora Sequamur    | 3:32               |
| 6.                 | The Turnpike Inn    | 3:08               |
| 7.                 | The Engineer        | 3:12               |
| 8.                 | The Pax Britannica  | 3:05               |

| Part 2: Prophecies | Part 2: Prophecies   | Part 2: Prophecies |
| Pořadí             | Název                | Délka              |
| ------------------ | -------------------- | ------------------ |
| 9.                 | Tripudium Ad Bellum  | 2:48               |
| 10.                | After These Wars     | 4:28               |
| 11.                | New Blood, Old Veins | 2:31               |

| Part 3: Revelations | Part 3: Revelations       | Part 3: Revelations |
| Pořadí              | Název                     | Délka               |
| ------------------- | ------------------------- | ------------------- |
| 12.                 | In for a Pound            | 0:36                |
| 13.                 | The Browning of the Green | 4:05                |
| 14.                 | Per Errationes Ad Astra   | 1:33                |
| 15.                 | Cold Dead Reckoning       | 5:28                |

## Obsazení
- Ian Anderson – zpěv, flétna, kytara
- John O'Hara – varhany, klavír, klávesy
- David Goodier – baskytara, zvonkohra
- Florian Opahle – kytara
- Scott Hammond – bicí, perkuse
- Ryan O'Donnell – zpěv